# Linia kolejowa Hliboka – Berhomet
Linia kolejowa Hliboka – Berhomet – linia kolejowa na Ukrainie łącząca stację Hłyboka-Bukowynśka ze ślepą stacją Berhomet. Zarządzana jest przez dyrekcję iwano-frankiwską Kolei Lwowskiej (oddział ukraińskich kolei państwowych).
Znajduje się w obwodzie czerniowieckim. Linia na całej długości jest jednotorowa i niezelektryfikowana.
Współcześnie na linii nie są prowadzone regularne przewozy pasażerskie. Zostały one zawieszone w 2008 na odcinku Storożyniec – Berhomet i w 2020 na pozostałej części linii.

## Historia
Linia powstała w 1886 jako jedna z linii Bukowińskich Kolei Lokalnych. Początkowo linia leżała w Austro-Węgrzech. W latach 1918–1945 położona była w Rumunii, następnie w Związku Sowieckim (1945–1991). Od 1991 leży na Ukrainie.
Dawniej linia biegła dalej do Łopusznej. Tory za stacją Berhomet zostały rozebrane w czasach sowieckich.